# Wahl des deutschen Bundespräsidenten 2010

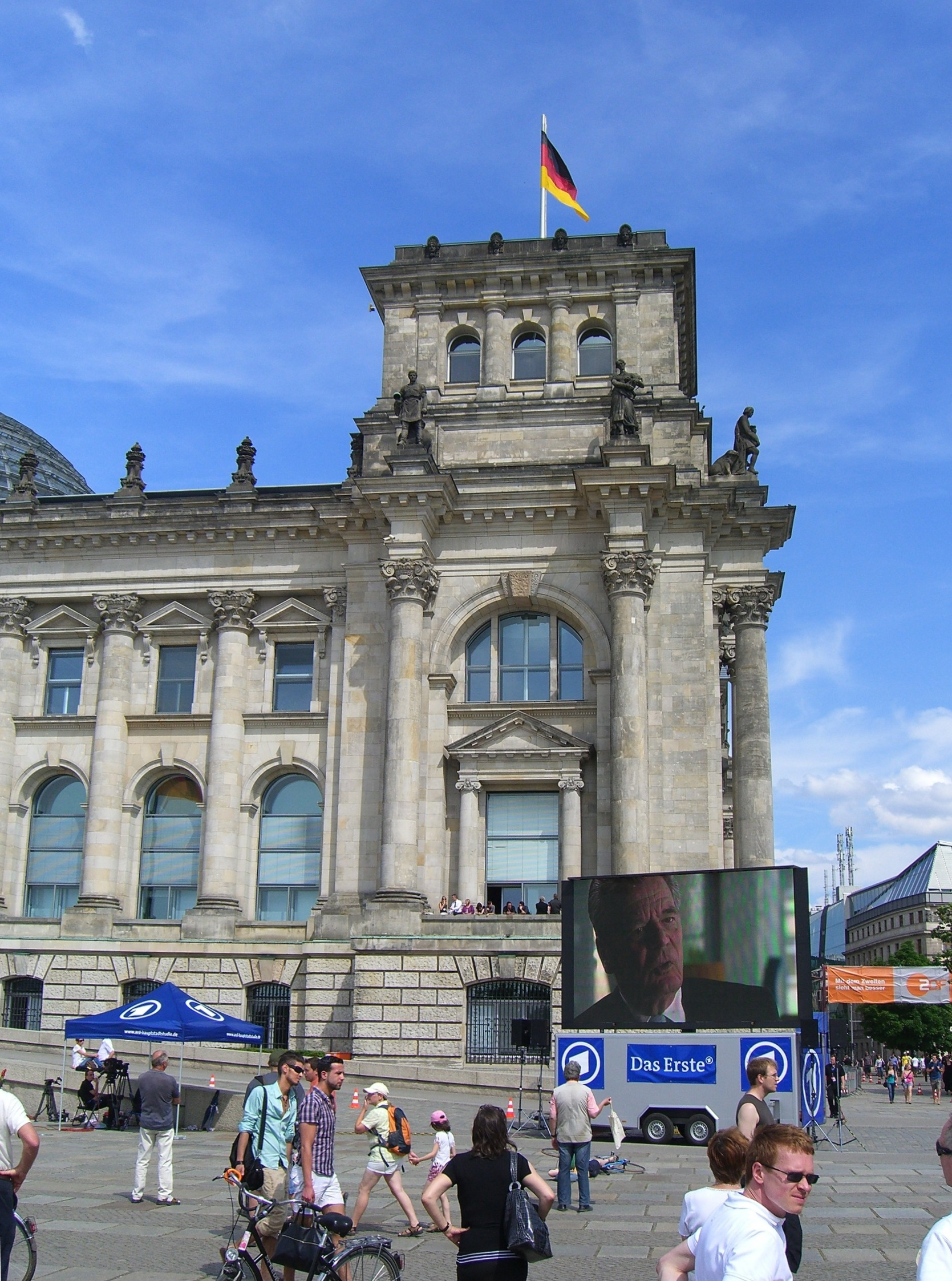
Außerhalb des Reichstagsgebäudes in Berlin während der 14. Bundesversammlung am 30. Juni 2010

- Linke: 124
- SPD: 333
- Grüne: 129
- SSW: 1
- FW: 10
- CDU/CSU: 496
- FDP: 148
- NPD: 3

Am 30. Juni 2010 wählte die 14. Bundesversammlung im Reichstagsgebäude in Berlin Christian Wulff (CDU) als zehnten Bundespräsidenten zum Nachfolger des zurückgetretenen Bundespräsidenten Horst Köhler.

## Hintergrund und Wahltermin
Am 31. Mai 2010 trat mit Horst Köhler zum ersten Mal ein deutscher Bundespräsident mit sofortiger Wirkung von seinem Amt zurück. Nach Art. 54 Abs. 4 Grundgesetz (GG) hatte die Bundesversammlung zur Neuwahl des Bundespräsidenten spätestens 30 Tage nach dem Rücktritt zusammenzutreten. Sie wurde demgemäß von dem dafür nach § 1 BPräsWahlG zuständigen Bundestagspräsidenten, Norbert Lammert, zum 30. Juni 2010 einberufen.

## Kandidaten
Zum Bundespräsidenten wählbar ist nach Art. 54 Abs. 1 GG, wer als deutscher Staatsangehöriger das Wahlrecht zum Bundestag besitzt und mindestens 40 Jahre alt ist. Wahlvorschläge kann jedes Mitglied der Bundesversammlung einreichen; die schriftliche Zustimmungserklärung des Vorgeschlagenen ist beizufügen, § 9 Abs. 1 BPräsWahlG.
- Die Regierungskoalition im Bund aus CDU, CSU und FDP verständigte sich vier Tage nach Horst Köhlers Rücktritt auf den niedersächsischen Ministerpräsidenten Christian Wulff (CDU) als Kandidaten.[1]
- SPD und Bündnis 90/Die Grünen verständigten sich auf den ersten Bundesbeauftragten für die Unterlagen des Staatssicherheitsdienstes Joachim Gauck (parteilos).[2][3] Eine Mehrheit der Wahlmänner der Freien Wähler und die Wahlfrau des Südschleswigschen Wählerverbandes erklärten, Gauck zu unterstützen.[4][5] Einzelne Mitglieder der Bundesversammlung aus den Reihen der FDP kündigten an, für Gauck zu stimmen.[6]
- Die Partei Die Linke stellte ihre Bundestagsabgeordnete Luc Jochimsen als Kandidatin auf.
- Die NPD nominierte, wie bereits bei der Wahl 2009, das NPD-Mitglied Frank Rennicke.[7][8]

Im Vorfeld der Wahl wurden Meinungsumfragen in der Bevölkerung zu den Kandidaten durchgeführt, obwohl der Bundespräsident nicht in einer direkten Wahl durch das Volk gewählt wird. Diese Umfragen fanden eine große mediale Aufmerksamkeit. Bei einer Befragung von Infratest dimap am 14. und 15. Juni 2010 präferierten 43 Prozent der Befragten Joachim Gauck, 37 Prozent Christian Wulff und 2 Prozent Luc Jochimsen. Nach dem vierten Kandidaten, Frank Rennicke, wurde nicht gefragt.

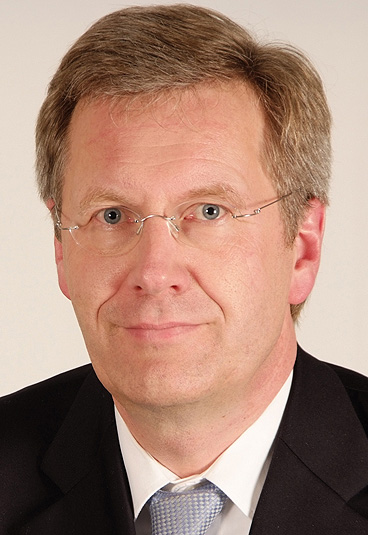
Christian Wulff
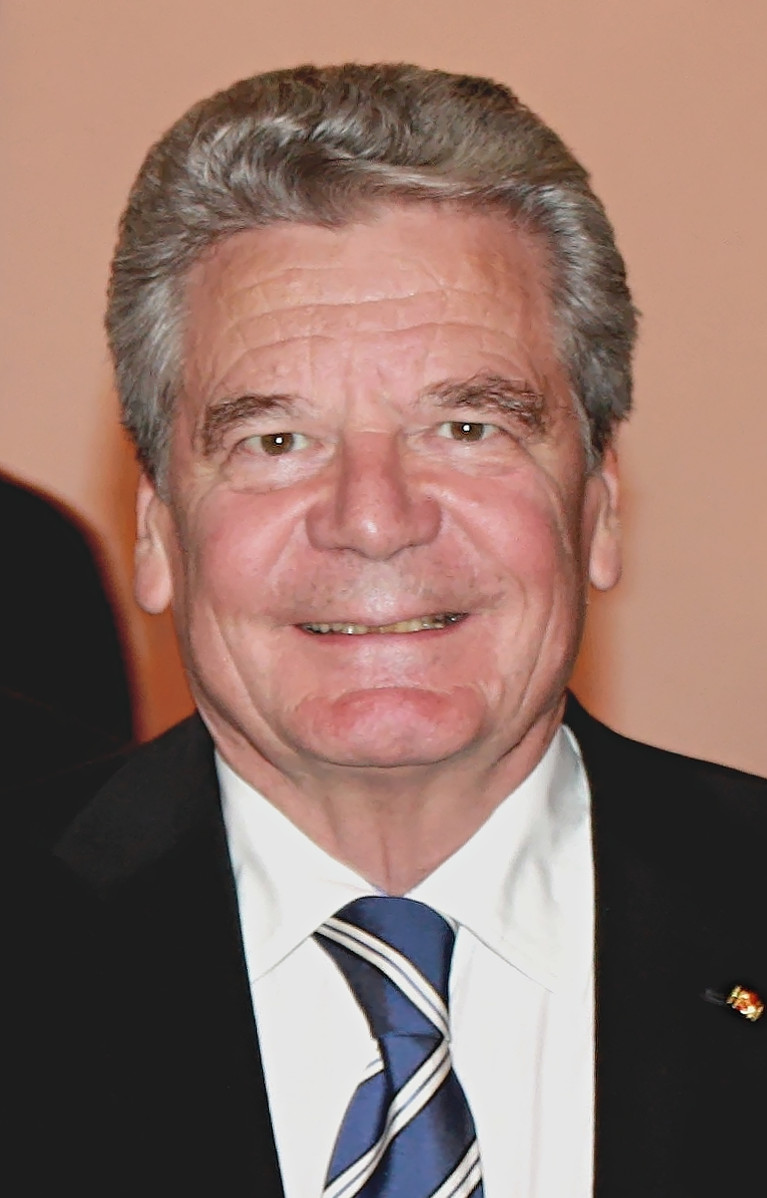
Joachim Gauck
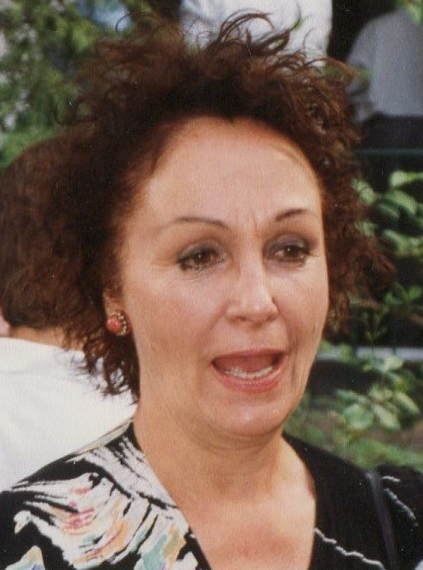
Luc Jochimsen
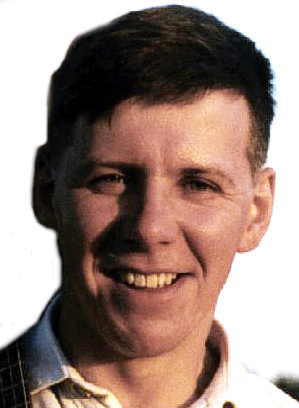
Frank Rennicke

## Bundesversammlung
Die Bundesversammlung wurde gemäß § 8 BPräsWahlG von dem Präsidenten des Bundestages, Norbert Lammert, geleitet.
Nach Art. 54 Abs. 5 GG ist gewählt, wer im ersten oder zweiten Wahlgang „die Stimmen der Mehrheit der Mitglieder der Bundesversammlung erhält“. 2010 waren hierzu 623 Stimmen notwendig. In dem weiteren 3. Wahlgang ist der Kandidat mit den meisten Stimmen gewählt. Die die Bundesregierung tragenden Parteien CDU, CSU und FDP stellten 644 der 1244 Mitglieder der Bundesversammlung, die sich im Einzelnen wie folgt zusammensetzte:
| Partei       | Partei | Mitglieder | Mitglieder | Mitglieder |
| Partei       | Partei | Bund       | Länder     | gesamt     |
| ------------ | ------ | ---------- | ---------- | ---------- |
| CDU/CSU      |        | 239        | 257        | 496        |
| SPD          |        | 146        | 187        | 333        |
| FDP          |        | 93         | 55         | 148        |
| Grüne        |        | 68         | 61         | 129        |
| Die Linke    |        | 76         | 48         | 124        |
| Freie Wähler |        | –          | 10         | 10         |
| NPD          |        | –          | 3          | 3          |
| SSW          |        | –          | 1          | 1          |
| Gesamt       | Gesamt | 622        | 622        | 1240       |

## Wahlergebnis

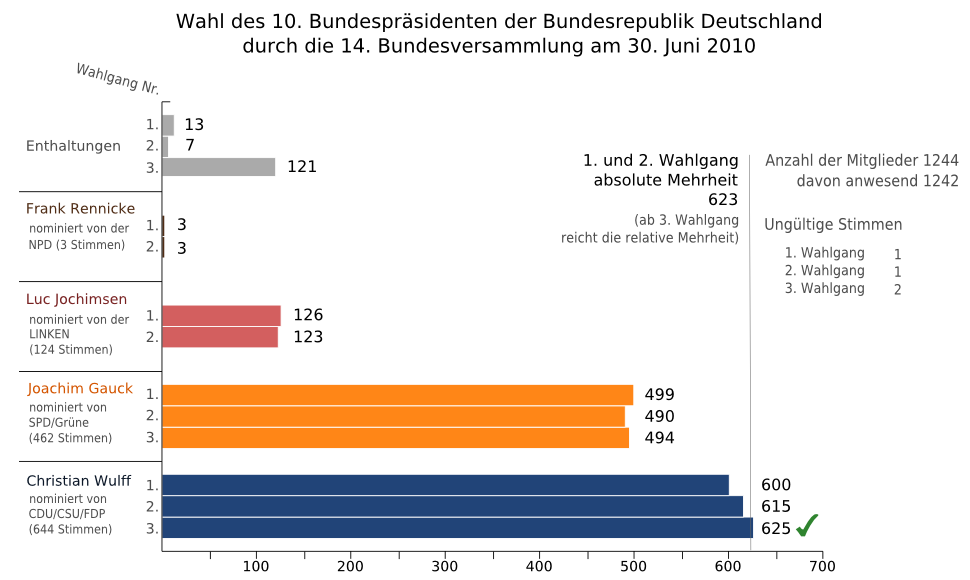
Wahlergebnisse

Im ersten und zweiten Wahlgang erzielte kein Kandidat die notwendige absolute Mehrheit. Danach kandidierten Luc Jochimsen und Frank Rennicke nicht mehr. Die Linke kündigte an, dass sich die Mehrheit ihrer Wahlleute im dritten Wahlgang enthalten werde. Die drei NPD-Wahlmänner kündigten an, nun für Gauck zu stimmen. Im dritten Wahlgang erreichte Christian Wulff mit 625 Stimmen die absolute Mehrheit (bei 494 Stimmen für Gauck und 121 Stimmenthaltungen). Mit Rücksicht auf Art. 55 Abs. 1 GG legte er daraufhin sein Amt als niedersächsischer Ministerpräsident nieder, bevor er die Annahme der Wahl erklärte. Seine Vereidigung als Bundespräsident erfolgte am 2. Juli 2010.
| Wahlgang                                                 | Kandidat          | Stimmenzahl | Anteil | Partei | Partei    | Unterstützer             |
| -------------------------------------------------------- | ----------------- | ----------- | ------ | ------ | --------- | ------------------------ |
| 1. Wahlgang                                              | Christian Wulff   | 600         | 48,2 % |        | CDU       | CDU/CSU, FDP             |
| 1. Wahlgang                                              | Joachim Gauck     | 499         | 40,1 % |        | Parteilos | SPD, Grüne, FW, SSW      |
| 1. Wahlgang                                              | Luc Jochimsen     | 126         | 10,1 % |        | Die Linke | Die Linke                |
| 1. Wahlgang                                              | Frank Rennicke    | 3           | 0,2 %  |        | NPD       | NPD                      |
| 1. Wahlgang                                              | Enthaltungen      | 13          | 1,0 %  |        |           |                          |
| 1. Wahlgang                                              | Ungültige Stimmen | 1           | 0,1 %  |        |           |                          |
| 1. Wahlgang                                              | Keine Stimmabgabe | 2           | 0,2 %  |        |           |                          |
| 2. Wahlgang                                              | Christian Wulff   | 615         | 49,4 % |        | CDU       | CDU/CSU, FDP             |
| 2. Wahlgang                                              | Joachim Gauck     | 490         | 39,4 % |        | Parteilos | SPD, Grüne, FW, SSW      |
| 2. Wahlgang                                              | Luc Jochimsen     | 123         | 9,9 %  |        | Die Linke | Die Linke                |
| 2. Wahlgang                                              | Frank Rennicke    | 3           | 0,2 %  |        | NPD       | NPD                      |
| 2. Wahlgang                                              | Enthaltungen      | 7           | 0,6 %  |        |           |                          |
| 2. Wahlgang                                              | Ungültige Stimmen | 1           | 0,1 %  |        |           |                          |
| 2. Wahlgang                                              | Keine Stimmabgabe | 5           | 0,4 %  |        |           |                          |
| 3. Wahlgang                                              | Christian Wulff   | 625         | 50,2 % |        | CDU       | CDU/CSU, FDP             |
| 3. Wahlgang                                              | Joachim Gauck     | 494         | 39,7 % |        | Parteilos | SPD, Grüne, FW, NPD, SSW |
| 3. Wahlgang                                              | Enthaltungen      | 121         | 9,7 %  |        |           |                          |
| 3. Wahlgang                                              | Ungültige Stimmen | 2           | 0,2 %  |        |           |                          |
| 3. Wahlgang                                              | Keine Stimmabgabe | 2           | 0,2 %  |        |           |                          |
| Damit war Christian Wulff zum Bundespräsidenten gewählt. |                   |             |        |        |           |                          |

## Debatte zur Wahl
Mit Joachim Gauck wurde von SPD und Bündnis 90/Die Grünen ein Kandidat nominiert, der auch im Lager von CDU/CSU und FDP großes Ansehen genießt.
Holger Zastrow, Torsten Herbst und Tino Günther aus der sächsischen FDP-Landtagsfraktion sowie der Bremer FDP-Chef Oliver Möllenstädt kündigten offen an, in der Bundesversammlung für Joachim Gauck zu stimmen. Drei Abgeordnete der CDU-Fraktion im sächsischen Landtag stimmten bei der Wahl der Vertreter in der Bundesversammlung für die Liste der Opposition, zwei blieben der Abstimmung fern und einer gab eine ungültige Stimme ab. Deshalb konnten SPD und B’90/Grüne jeweils einen Wahlmann mehr entsenden als prognostiziert.
Mehrere hohe CDU-Politiker bekundeten offen ihren Unmut darüber, dass die Regierungskoalition nicht selbst Joachim Gauck nominiert habe, kündigten aber an, dennoch für Wulff zu stimmen. Vor diesem Hintergrund wurde der Fortbestand der Regierungskoalition aus Union und FDP von Kommentatoren mehrfach von der Wahl Wulffs zum Bundespräsidenten abhängig gemacht. Dies führte zu Debatten über die Zulässigkeit einer Verknüpfung der Wahl mit Fragen der Parteipolitik und über die Gewissensfreiheit der Mitglieder der Bundesversammlung. Der frühere sächsische Ministerpräsident Kurt Biedenkopf forderte die Bundeskanzlerin Angela Merkel in einem Zeitungsbeitrag auf, den CDU-Mitgliedern freie Wahl zu lassen. Auch Alt-Bundespräsident Richard von Weizsäcker forderte, bei der Wahl den Fraktionszwang aufzuheben. Alt-Präsident Roman Herzog äußerte im SWR, er verstehe Biedenkopfs Forderung nicht, weil die geheime Abstimmung und die Zusammensetzung der Bundesversammlung von vornherein sicherstelle, dass die Wahlentscheidung jedes einzelnen Mitglieds „völlig frei“ sei. Fraktionszwang sei in der Bundesversammlung nicht praktikabel.
Luc Jochimsen sprach in einem Interview im Hamburger Abendblatt vom 17. Juni 2010 davon, Gauck sei als Befürworter des Bundeswehreinsatzes in Afghanistan und als jemand, der, im Umgang mit Bürgern der ehemaligen DDR nicht versöhnlich, die Linke für überflüssig halte, für diese ebenso wenig wählbar wie Wulff. „Das würde sich in einem dritten Wahlgang nicht plötzlich ändern.“